# Mario Kart 8 Deluxe
Mario Kart 8 Deluxe (マリオカート8 デラックス. Mario Kāto Eito Derakkusu) es un videojuego de carreras desarrollado y publicado por Nintendo para la consola Nintendo Switch. Es la undécima entrega de la serie Mario Kart, novena en consolas de Nintendo, y hasta el momento, el videojuego más vendido de la consola, lanzado mundialmente el 28 de abril de 2017. Cuenta con todo lo visto previamente en Mario Kart 8 (pistas, personajes, DLCs, vehículos, etc.). Aunque no incluye nuevas pistas de carreras incluye nuevos personajes y un mejorado modo batalla. (el juego base no ofrece nuevas pistas, pero se pueden conseguir mediante un DLC de pago). No fue sino hasta el 9 de febrero de 2022 que se anunció un DLC de paga llamado Booster Course Pass, que consiste en la adición de 48 nuevas pistas y 8 nuevos personajes jugables, regresando muchas pistas y personajes de juegos anteriores de Mario Kart.

## Modos de juego

### Grand Prix
Modo de juego de uno a cuatro jugadores. Los jugadores deberán correr por las 4 pistas que componen cada una de las 24 copas, mientras corren junto a las CPU.

### Contrarreloj
Modo de un solo jugador en el que se disputa una carrera en cualquier circuito sin rivales para conseguir el mejor tiempo.

### Carrera VS
Modo de uno hasta cuatro jugadores, donde se juega cualquier circuito con las reglas deseadas.

### Multijugador en línea
El jugador puede jugar contra rivales o amigos de todo el mundo en cualquier pista. Se pueden crear torneos con las propias reglas de juego del jugador, utilizar funciones de chat de voz mientras espera jugadores o texto predefinido si así lo desea el jugador.

### Mario Kart TV
Sucesor del Canal Mario Kart de Mario Kart Wii. Permite utilizar repeticiones o fotografías hechas por el jugador a modo de homenaje a su carrera finalizada en pista, para subirlas directamente a YouTube. Su nombre hace referencia a un modo de F-Zero GX, llamado F-Zero TV. Era también usada en la versión de Wii U, donde se compartía en la red social difunta Miiverse y poder comentar en las publicaciones.

### Modo inalámbrico
Permite que dos personas jueguen inalámbricamente, votando un circuito de juego y ganando puntos según los resultados.

### Modo Batalla
En el Modo Batalla de Mario Kart 8, los campos de batalla fueron reemplazados por los circuitos del juego. En Mario Kart 8 Deluxe, se añade un renovado Modo Batalla de hasta 5 modalidades de juego diferentes, y vuelven los campos de batalla. Permite jugar individualmente o por equipos.
- Batalla de Globos

Es la batalla clásica de Mario Kart, donde los jugadores deben utilizar objetos para reventar los globos de sus oponentes y conseguir puntos.
- Batalla de Monedas

Utilizada en Mario Kart Wii y Mario Kart 7, la Batalla de Monedas consiste en conseguir tantas monedas como sean posibles.
- Asalto al Sol

Este modo fue utilizado en Mario Kart: Double Dash!!. Un jugador tiene que atrapar el sol antes que sus rivales, y los demás tienen que intentar robárselo antes de que se acabe el tiempo.
- Bob-ombardeo

El Bob-ombardeo, es otra modalidad de Mario Kart: Double Dash!!. Los jugadores tienen que atravesar cajas de objetos para acumular Bob-ombs hasta un máximo de 10 y lanzárselos a los contrincantes.
- Patrulla Piraña

El nuevo modo de Mario Kart 8 Deluxe, llamado Patrulla Piraña, que requiere el juego por equipos. Los jugadores de un equipo tienen que utilizar las Plantas Piraña para coger a los del otro equipo y meterlos en la cárcel. Los otros deben intentar abrir la cárcel.

## Principales diferencias con Mario Kart 8 de Wii U
Este juego ha sido desarrollado a partir del motor gráfico original de Mario Kart 8 para Wii U. Además de diferencias sustanciales como la incorporación de nuevos personajes o la incorporación de nuevas pistas en el modo batalla, existen diferencias entre estas versiones.
- Posibilidad de llevar dos objetos

Mecánica ya presente en otras ediciones de la saga como Mario Kart: Double Dash!!, aunque en esta ocasión no podremos intercambiar el orden de estos.
- Posibilidad de realizar un tercer turbo

Se ha añadido un tercer impulso extra de derrape de color rosado/morado, haciendo referencia al logo del juego.
- Ayudas en conducción

Se han añadido tres ayudas en conducción que se pueden configurar en el menú de pausa o en la personalización del kart/moto. Están diseñadas para ayudar a los jugadores menos experimentados o principiantes en el universo de Mario Kart.
- Nuevas pantallas de título

De vez en cuando, al activar el juego, habrá nuevas pantallas de título basadas en los personajes jugables.
- Nueva skin y vehículo

Ahora el juego cuenta con una skin para Link proveniente de la última entrega de The Legend of Zelda, Breath of the Wild, y una nueva moto también proveniente de ese juego.
- Contenido adicional incluido

La versión de Nintendo Switch incluye de serie todo el contenido adicional (DLC) de la versión de Wii U, ya fuese gratuito o de pago en la versión original, mientras que en Wii U solo estaba disponible como contenido adicional (DLC). No confundir con el contenido adicional con lanzamiento entre 2022 y 2023 para Mario Kart 8 Deluxe. 
- Traje Mii de Splatoon

Se añade un traje Mii de Splatoon desbloqueable mediante la utilización de uno de sus amiibo, no incluido en la versión original. 
- Compatibilidad con Nintendo Labo

Mario Kart 8 Deluxe añade compatibilidad con algunos Toy-Con de Nintendo Labo en una actualización, que jamás se añadió por motivos de incompatibilidad del hardware a la versión de Wii U.
- Pase de Pistas Extra

Entre 2022 y 2023 se han lanzado 48 circuitos procedentes de otros videojuegos de la saga Mario Kart mediante contenido adicional (DLC), contenido que actualmente está en venta, dando así la forma final al juego.

## Objetos
Mario Kart 8 Deluxe tiene la posibilidad de llevar dos objetos, como en Mario Kart: Double Dash!!. No incluye objetos nuevos, pero recupera dos objetos de juegos anteriores de la saga.
- Plátano — Es una cáscara de plátano arrojadizo que puede ser lanzado hacia atrás o hacia adelante. Son resbaladizos, y aquel que los toque acabará girando por un breve periodo de tiempo. También se puede utilizar como escudo detrás del Kart o Moto para que otro proyectil no llegué a impactar con el jugador.
- Trío de plátanos — Funcionan de la misma forma que los plátanos, pero tendrás tres e irán girando sobre tu kart, así que los que se acerquen al portador recibirán un resbalón.
- Blooper - Lanza tinta a todos los vehículos que van delante del jugador y dificulta la visión de los pilotos durante un tiempo. Si lo tiran, uno puede limpiarse la tinta entrando en una zona de agua o con los aceleradores.
- Rayo - Hace dar vueltas sin control a todos los oponentes, solamente le sale el que va en último lugar. También les reduce su tamaño y velocidad durante un cierto periodo de tiempo. Además le quita los objetos a los rivales quedándose estos por el suelo, como plátanos, caparazones y champiñones que se pueden aprovechar para dar un acelerón.
- Caparazón verde - Es un tipo de proyectil que al ser arrojado se dirige en línea recta rebotando por paredes hasta impactar al jugador que esté muy cerca, también se puede colocar detrás del kart o moto cómo escudo para evitar que otro proyectil te ataque.
- Trío de caparazones verdes - Son 3 caparazones verdes con la misma función de un caparazón verde, pero irán girando alrededor del kart o moto que actúa como un escudo, cada caparazón desaparece tras ser arrojados uno por uno o ser tocado por otro jugador.
- Caparazón rojo - Es la mejora del caparazón verde que al ser arrojado, se dirige automáticamente hacia el jugador que está delante del kart o moto impactando y aturdiendo durante instantes, sin embargo, al rebotar contra una pared, este se romperá en lugar de rebotar.
- Trío de caparazones rojos - Son 3 caparazones rojos con la misma función de un caparazón rojo, también actúa como un escudo, aparece si una está entre el cuarto y el último lugar de la carrera.
- Caparazón azul con pinchos - El clásico caparazón aparecido por primera vez en Mario Kart 64, que se dirige al jugador que lidera la carrera, es decir, el jugador en primer lugar, y pasando por otros jugadores si están cerca del caparazón, ya que la trayectoria es terrestre. En anteriores entregas, la trayectoria era aérea, perjudicando solo al jugador que llevará la delantera.
- Flor de fuego - Basado en el power-up, Permite lanzar bolas de fuego durante un cierto periodo de tiempo. Si alcanzan a algún vehículo, este dará vueltas sin control.
- Bob-omb - Una vez que se lance, explotará al cabo de un tiempo o cuando un vehículo choque contra él. La onda expansiva hará volcar o dar vueltas sin control a todos los vehículos que alcance. Si no se tiene muy claro para lanzarlo a rivales que estén por delante, es siempre mejor para atrás ya que a veces puede dar al jugador que lo lance al hacerlo hacia delante.
- Champiñón — Basado en el power-up, es un objeto de movilidad que proporciona al jugador que lo utiliza como un acelerón o propulsor.
- Triple champiñón — Funciona igual que los champiñones, pero éstos giran alrededor del kart portador con la diferencia de que en esta ocasión se pueden hacer hasta tres acelerones de corta duración.
- Champiñón dorado Proporciona al usuario repetitivos acelerones y velocidades durante unos segundos.
- Bill Bala — Al usarse, el usuario quedará transformado en una rápida bala durante un periodo de tiempo que se define mediante la cantidad de puestos adelantados gracias a su uso, es imune cuando tiran un rayo. Si no ha adelantado a ningún corredor, el efecto desaparecerá más tarde.
- Superestrella — Invencibilidad ante cualquier tipo de choque y al rayo, volcando a los karts al paso del jugador mientras se utiliza, salvo caídas o golpes contra paredes. Es un objeto de tiempo limitado durante 7 segundos y medio aproximadamente.
- Moneda — Objeto introducido por primera vez en Super Mario Kart, que otorga una moneda al jugador que lo porte, como en cualquier juego de la saga. Cuantas más monedas disponga en una carrera, más rápido conducirá. Lo máximo a conseguir en una carrera es de hasta 10 y también pueden encontrarse durante el transcurso de la pista. Las monedas también ayudarán a desbloquear partes para los karts, cuadrones y motos. Si uno choca contra algunos obstáculos, es golpeado o se sale del circuito, se le restarán 3 monedas.
- Boomerang — Basado en el PowerUp de Súper Mario 3D Land, puede ser usado tres veces como máximo. Lanza un búmeran que golpeará a aquellos personajes colocados alrededor del jugador que lo utiliza. Se puede lanzar hacia atrás.
- Planta Piraña — Los karts o motocicletas que se coloquen por delante del jugador serán mordidos por ella. Cada vez que alarga su tallo proporciona pequeños turbos. Objeto de tiempo limitado durante unos segundos. Es el objeto principal de los policías en el modo de batalla "Patrulla Piraña".
- Ocho Loco — Funciona de manera similar al objeto "ruleta del 7" de Mario Kart 7, otorgando al jugador ocho objetos simultáneamente girando alrededor del kart que constan de caparazón rojo, caparazón verde, superestrella, moneda, Bob-omb, plátano, Blooper y champiñón.
- Superbocina — Al usarse, los karts y objetos que estén alrededor volcarán, paralizas a los corredores que esten en esa area, incluidos los caparazones con pinchos y los demás objetos o proyectiles.
- Rupia - Equivalente a la moneda en "Circuito Hyrule".
- Baya - Otro equivalente a la moneda en "Animal Crossing".
- Boo - Es un fantasma que le quitará un objeto a otro corredor, pero si nadie tiene objetos, no robará nada. Apareció por primera vez en Super Mario Kart, y por última vez en Mario Kart DS.
- Pluma - Basada en el power-up de Super Mario World, permite volar alto durante unos segundos para saltar sobre obstáculos, que solo está disponible en el Modo Batalla. Fue utilizado en Super Mario Kart.

## Personajes
El juego cuenta con 43 personajes, con once personajes nuevos. Cinco de los nuevos personajes pertenecen a la saga de Super Mario. Los restantes, en cambio, pertenecen a la saga de Splatoon, Animal Crossing y The Legend of Zelda.
Mario dorado, es uno de los nuevos personajes del juego, y el único desbloqueable, tras ganar todas las copas del juego base en 200cc.

### Personajes veteranos
- Mario
- Luigi
- Peach
- Daisy
- Yoshi
- Toad
- Toadette
- EstelaES/RosalinaHA
- Donkey Kong
- Bebé Mario
- Bebé Luigi
- Bebé Peach
- Bebé Daisy
- Bowser
- Bowsy
- Koopa Troopa
- Wario
- Waluigi
- Shy Guy
- Mario de Metal
- Lakitu
- Rey Boo
- Larry Koopa
- Morton Koopa Jr.
- Wendy O. Koopa
- Iggy Koopa
- Roy Koopa
- Lemmy Koopa
- Ludwig von Koopa
- Bebé EstelaES/ Bebé RosalinaHA
- Peach de Oro Rosa
- Mario Tanuki
- Peach Felina
- Link
- Inkling chica y variantes de colores
- Aldeano
- Canela
- Huesitos
- Bowsitos
- Mii

### Variantes
- Aldeana (variante del Aldeano)
- Inkling chico y variantes de colores (variante de Inkling chica)
- Mario Dorado (como skin desbloqueable de Mario de Metal)
- Link (como skin vestimenta del videojuego The Legend of Zelda: Breath of the Wild) (DLC)

### Personajes descargables
A partir de la cuarta ola del DLC Pase de Pistas Extras se añaden personajes provenientes de anteriores entregas de Mario Kart. En total hay ocho personajes: uno en la cuarta, tres en la quinta y cuatro en la sexta y última ola.

#### Cuarta ola
- Birdo y variantes de colores

#### Quinta ola
- Floro PirañaES/Pepito PirañaHA
- Floruga
- Kamek

#### Sexta ola
- Diddy Kong
- Funky Kong
- Pauline
- Peachette

## Circuitos
Mario Kart 8 Deluxe destaca por ser el primer título de la saga que no cuenta con ninguna pista nueva en su versión inicial. Dispone de los 32 circuitos originales de Mario Kart 8, además de los 16 circuitos pertenecientes a los DLC lanzados posteriormente, que aquí están disponibles desde el principio sin necesidad de ser descargados.
| Circuitos Nitro                           | Circuitos Nitro   | Circuitos Nitro               | Circuitos Nitro    |
| Copa Champiñón                            | Copa Flor         | Copa Estrella                 | Copa Especial      |
| ----------------------------------------- | ----------------- | ----------------------------- | ------------------ |
| Estadio Mario Kart                        | Circuito Mario    | Aeropuerto Soleado            | Ruta Celeste       |
| Parque Acuático                           | Puerto Toad       | Cala Delfín                   | Dunas Huesitos     |
| Barranco Goloso                           | Mansión Retorcida | DiscoestadioES/ElectródromoHA | Castillo de Bowser |
| Ruinas Roca PicudaES/Ruinas Don PisotónHA | Cataratas Shy Guy | Cumbre Wario                  | Senda Arco Iris    |

| Circuitos Retro      | Circuitos Retro                          | Circuitos Retro                            | Circuitos Retro            |
| Copa Caparazón       | Copa Plátano                             | Copa Hoja                                  | Copa Centella              |
| -------------------- | ---------------------------------------- | ------------------------------------------ | -------------------------- |
| Wii Pradera Mu-Mu    | GCN Desierto Seco-SecoES/Desierto SecoHA | DS Estadio Wario                           | DS Reloj Tictac            |
| GBA Circuito Mario   | SNES Prado Rosquilla 3                   | GCN Tierra Sorbete                         | 3DS Tuberías Planta Piraña |
| DS Playa Cheep Cheep | N64 Pista Real                           | 3DS Circuito MusicalES/Autopista MusicalHA | Wii Volcán Gruñón          |
| N64 Autopista Toad   | 3DS Jungla DK                            | N64 Valle de Yoshi                         | N64 Senda Arco Iris        |

| Circuitos Extra (DLC en Mario Kart 8) | Circuitos Extra (DLC en Mario Kart 8) | Circuitos Extra (DLC en Mario Kart 8) | Circuitos Extra (DLC en Mario Kart 8)  |
| Copa Huevo                            | Copa Trifuerza                        | Copa Animal                           | Copa Campana                           |
| ------------------------------------- | ------------------------------------- | ------------------------------------- | -------------------------------------- |
| GCN Circuito Yoshi                    | Wii Mina de Wario                     | GCN Parque Bebé                       | 3DS Ciudad Koopa                       |
| Estadio Excitebike                    | SNES Senda Arco Iris                  | GBA Tierra de Queso                   | GBA Ruta del LazoES/Ruta ListónHA      |
| Ruta Dragón                           | Base Polar                            | Bosque Mágico                         | Estación Tilín TolónES/Metro CampanaHA |
| Mute CityES/Ciudad MudaHA             | Circuito de Hyrule                    | Animal Crossing                       | Big BlueES/Gran AzulHA                 |

| Tour Bulevares de París | Tour Circuito Tokio  | Tour Visita a Nueva York | Tour Sídney sin Pausa                         |
| 3DS Circuito Toad       | DS Colinas Champiñón | SNES Circuito Mario 3    | GBA Tierra Nevada                             |
| N64 Monte Chocolate     | GBA Jardín Celeste   | N64 Desierto Kalimari    | Wii Barranco Champiñón                        |
| Wii Centro Cocotero     | Tour Mansión Ninja   | DS Pinball Waluigi       | Cielos Helados (Reaparece en Mario Kart Tour) |

| Tour Ronda por Londres                 | Tour Berlín de Vértigo    | Tour Derrapes en ÁmsterdamES/Ámsterdam AceleradaHA | Tour Atardecer en Bangkok |
| GBA Lago de Boo                        | DS Jardín de Peach        | GBA Parque de la Rivera                            | DS Circuito Mario         |
| 3DS Montaña Roqui-Roque                | Tour Aldea de los Regalos | Wii Cumbre DK                                      | GCN Estadio Waluigi       |
| Wii Senda del ArceES/Camino ForestalHA | 3DS Senda Arco Iris       | Isla de Yoshi (Reaparece en Mario Kart Tour)       | Tour Acelerón en Singapur |

| Tour Atenas de AlturaES Periplo atenienseHA/                    | Tour A tope en Los Ángeles | Tour Roma Bajo La Luna    | Tour Paseo por Madrid                         |
| GCN Crucero Daisy                                               | GBA Reserva del Poniente   | GCN Montaña DK            | 3DS Glaciar de EstelaES/Glaciar de RosalinaHA |
| Wii Circuito Luz de Luna ES/Autopista de la LunaHA              | Wii Colina de Koopa        | Wii Circuito Daisy        | SNES Castillo de Bowser 3                     |
| Escusado AceleradoES/BañódromoHA (Reaparece en Mario Kart Tour) | Tour Vuelta por Vancouver  | Tour Ruinas Planta Piraña | Wii Senda Arco Iris                           |

| Escenarios de batalla | Escenarios de batalla      |
| Escenarios Nitro      | Escenarios Retro           |
| --------------------- | -------------------------- |
| Estadio de Batalla    | 3DS Pueblo Wuhu            |
| Cielo Azucarado       | GCN Mansión de Luigi       |
| Palacio Dragón        | SNES Circuito de Batalla 1 |
| Estación Lunar        |                            |
| Parque Viaducto       |                            |

## Contenido descargable de pago
El 9 de febrero de 2022 mediante un Nintendo Direct se anunció un DLC de pago llamado Booster Course Pass, una expansión que cuenta con 48 circuitos nuevos divididos en 12 copas. Los circuitos son reimaginaciones de pistas anteriores de la saga (incluyendo circuitos de Mario Kart Tour). Se lanzó el día 18 de marzo de 2022 por un precio de 24.99 dólares (es gratuito para los suscriptores de Nintendo Switch Online + Expansion Pass) y las copas se irán lanzando progresivamente en grupos de dos mediante actualizaciones a lo largo del año 2022 hasta finales del año 2023.
Los circuitos incluidos, por el momento son, en orden de antigüedad del videojuego del circuito original, siguiendo después orden alfabético:
- Castillo de Bowser 3, de Super Mario Kart
- Circuito Mario 3, de Super Mario Kart.
- Desierto Kalimari, de Mario Kart 64.
- Monte Chocolate, de Mario Kart 64.
- Jardín Celeste, de Mario Kart Super Circuit.
- Lago de Boo, de Mario Kart Super Circuit.
- Parque de la Rivera, de Mario Kart: Super Circuit.
- Reserva Natural Del Poniente, de Mario Kart Super Circuit.
- Tierra Nevada, de Mario Kart Super Circuit.
- Crucero Daisy, de Mario Kart: Double Dash!!.
- Estadio Waluigi, de Mario Kart: Double Dash!!.
- Montaña DK, de Mario Kart: Double Dash!!.
- Circuito Mario, de Mario Kart DS.
- Colinas Champiñón, de Mario Kart DS.
- Jardín de Peach, de Mario Kart DS.
- Pinball Waluigi, de Mario Kart DS.
- Barranco Champiñón, de Mario Kart Wii.
- Senda del Arce, de Mario Kart Wii.
- Centro Cocotero, de Mario Kart Wii.
- Circuito de Daisy, de Mario Kart Wii.
- Circuito Luz de Luna, de Mario Kart Wii.
- Colina de Koopa, de Mario Kart Wii.
- Cumbre DK, de Mario Kart Wii.
- Senda Arco Iris, de Mario Kart Wii.
- Circuito Toad, de Mario Kart 7.
- Glaciar de Estela/Rosalina, de Mario Kart 7.
- Montaña Roqui-Roque, de Mario Kart 7.
- Senda Arco Iris, de Mario Kart 7.
- Cielos Helados, nuevo en Mario Kart 8 Deluxe. (Reaparece en Mario Kart Tour).
- Escusado Acelerado, nuevo en Mario Kart 8 Deluxe. (Reaparece en Mario Kart Tour)
- Isla de Yoshi, nuevo en Mario Kart 8 Deluxe (Reaparece en Mario Kart Tour).
- Acelerón en Singapur, de Mario Kart Tour.
- Aldea de los Regalos, de Mario Kart Tour (No tiene el prefijo de Mario Kart Tour).
- Derrapes en Ámsterdam, de Mario Kart Tour.
- Atardecer en Bangkok, de Mario Kart Tour.
- A tope en Los Ángeles, de Mario Kart Tour.
- Berlín de Vértigo, de Mario Kart Tour.
- Bulevares de París, de Mario Kart Tour.
- Circuito Tokio, de Mario Kart Tour.
- Mansión Ninja, de Mario Kart Tour (No tiene el prefijo de Mario Kart Tour).
- Paseo por Madrid, de Mario Kart Tour.
- Atenas de Altura, de Mario Kart Tour.
- Roma bajo la Luna, de Mario Kart Tour.
- Ronda por Londres, de Mario Kart Tour.
- Ruinas Planta Piraña, de Mario Kart Tour. (No tiene el prefijo de Mario Kart Tour).
- Sídney sin Pausa, de Mario Kart Tour.
- Visita a Nueva York, de Mario Kart Tour.
- Vuelta por Vancouver, de Mario Kart Tour.